# Византијско ослобађање Киликије
Је била серија конфликата и ангажовања снага, која се одиграла између Византијског царства под Нићифором Фоком и Хамданидског владара Алепа, Сајфал Давла , око контроле над регионом Киликије у југоисточној Анадолији. Од времена муслиманских освајања у 7. веку, Киликија је била погранична провинција са муслиманским светом и база из које су редовно вршени упади против византијских провинција у Анадолији. Средином 10. века, фрагментација Абасидског калифата и јачање Византије под Македонском династијом омогућили су Византијцима да постепено напредују. Под вођством цара -војника Нићифора II Фоке (в. 963-969-), уз помоћ генерала и будућег цара Јована I Цимискија, Византинци су сломили отпор Сајф ел-Давле, који је преузео контролу над бившим границама Абасида у северној Сирији, и покренуо низ агресивних похода којма су 964-965. године којима су Византијци поново повратили Киликију од Арапа. Ово успешно освајање отворило је пут за опоравак Кипра и Антиохије током наредних неколико година, као и сумрак Хамданида као независне власти у региону.

## Позадина
Од средине десетог века, Византија је била усред препорода и своје поновне обнове. Године 961. она је повратили Крит од муслимана и, након освајања, била спремна да предузме походе против Арапа у Анадолији. Емир Алепа и владар династије Хамданида је у то време био Сајф ел-Давла (в. 945-967-). Као самоуверен и агресиван војсковођа, он је прдузео бројне препаде у само срце грчких теритотија, толико далеко да је стигао до Иконије. Након што је ел-Давла потврдио своју власт у Алепу 944. године, наставио је арапску праксу упада на византијску територију, формално настављајући рат у периоду 945/46. године. Упркос учесталости и ефикасности његових напада и ставарању поремећаја византијске трговине, генерално стварајући хаос на источним границе Византије, ел-Давлова тактика је била природна одбрана, а његове војске никада нису представљале озбиљну претњу византијској доминацији у Анадолији; савремени арапски извори тврде (можда и преувеличавају) да је војска Византије вероватно надмашила ел-Давлину за око 70.000.
Ел-Давлин емират је у суштини био слаб. Недостајало му је било какво поморско присуство, с обзиром да је ел-Давла активно покушавао да избегне било какав притисак и доминацију Византије у Источном Медитеранском мору. У међувремену, систем Хамданидске администрације познат као Тугур био је неефикасан и непоуздан. Усвојен из византијског система Темата, из којег и произилази име, у комбинацији са разарајућим ефектима византијиске тактике спаљене земље спроведене над становништвом, систем Тугур је оставио провинције Хамданида у рушевинама и сиромаштву. Зимски напад Ел-Давле (945—6) није имао ефекта, а борба између две силе престала је на неколико година.
Године 948 и 949. године, Византијци су извели две успешне инвазије на Хамданиде похаравши Хадату у првом походу, а Мараш у другом, успели да продру чак до Антиохије. Током 950. ел-Давла је покушао да нападне византијску територију, али га је Лав Фока разбио, изгубивши 8.000 људи у "ужасној експедицији". Касније исте године, ел-Давла поново покушо да изврши упад на византијске територије, одбацујући њихове понуде за мир, али је убрзо био присиљен да се повуче пре почетка зиме. Следеће године Барда Фока је покренуо неуспешну експедицију у Киликију покушавајући да спречи Арапе да поправе неке стратешке тврђаве. Две године касније Бардас је још једном покушао али није успео да нападне ел-Давлину Киликију. Хамданиди ће се одржати поред још два византијска напада 954 и 955.
Озбиљнији сукоб отпочео је у пролеће 956. године, када је Ел Давла обновио инвазију на византијску територију. Јован Цимискије, који је заповедао византијском војском, успео је да се супротстави Арапима покренувши сопствену инвазију на Киликију, и успео да обезбеди пролазак војске у позадину Ел Давлиних снага. Међутим, када су се ова двојица сукобила, Ел-Давла је однео одлучну победу, убивши 4.000 људи из редова Цимискија. У исто време, Лав Фока је напао Сирију, привукавши тако у борбу и победивши Ел-Давиног рођака, Абу'л-'Аша'ира. Године 957. Нићифор успео је да заузме и касније разруши Хадат, али ел-Давла није могао да одговори на ове успехе свог непријатеља зато што је открио заверу која је била припремљана против њега. Од тог момента је ситуација почела да се окреће против ел-Давле. Током 958. године, Цимискије је опет напао арапску територију, при чему је заузео Дару и победио војску од 10.000 људи предвођену ел Давлиним заповедником Нађом. Следеће године Лав Фока је командовао нападом који се протезао до Кироса.

## Позив на џихад
Тензије су достигле свој врхунац 960. године када је ел-Давла прогласио џихад. Покушао је да санира и консолидује своје снаге помоћу позива на свети рат када је осетио слабост у одбрани Византије након Нићифоровог одлазка на Крит. Лав је убрзо прешао на муслиманску територију, избегавајући главни удар Ел-Давиних снага и стигао је да опљачка све на шта је наишао током свог пута. Чекао је поновни упад арапске војске и брзо им припремио заседу. Војска под вођством арапског заповеника Али ибн Хамданом, успео је да зароби византијски заповедник Лав. Алијеве снаге су брзо поклекле, а Лав је оснаживши се пљачком успео да поврати како плен византијског тако и арапског порекла, одлучно уништивши противничку војску. Постепено низа битака почео је да оставља све више унутрашњих последица по Ел-Давлу, као и последице спољном плану, пошто је његова власт почела да губи подршку у народу. Нажалост, по Ел-Давлу, Нићифор се сада вратио као победик са Крита и водећи са собом већину византијске војске. Од 961. до 962. године, Нићифор је предводио своје војске на Киликију, брзо заузевши Аназарбус. Нићифор се повукао на Византијску територију на Ускрс, 962. и вратио се на јесен како би прогонио ел-Давлу, који је био у самој Киликији, ван покрајине. Напао је арапску територију снажном војском од 70.000 људи, заузимајући Мараш, Сисиум, Дулук и Манбиџ. Нићифор је наставио да игнорише напредовање Ел-Давле и довео своју војску у Алепо средином децембра, након чега је успео да га заузме и опљачка. Већ 963. године рат је прекинут између ове две силе на неко време, јер је недавном погибијом византијског цара, Роман II, а настала кратка криза везана за наслеђе престола, током које је Нићифор успео да се попне на трон као Нићифор II Фока (в. 963-969-) . Међутим, за Хамданиде крај рата није дошао мирним путем. Ел-Давла се суочио са две побуне, првом 961. године, коју је подигао Ибн аз-Зајат, а потом 963. године оном коју је предводио Хибат Алах, и коначно трећом у 963-64 години од стране Нађе. Кратак арапски напад одбијен је од стране Цимискија, који је био проглашен наследником Нићифора након његовог доласка на престо. Он је убрзо након тога напао Киликију, поразивши арапску војску и покушавши да опколи важну тврђаву Мопсуестију у чему нажалост није успео.

## Коначно освајање Киликије
Jош од тренутка када је Нићифор постао цар, након успешног напада на Крит, одлучио се за план који је обухватао обимније ширење византијске територије, а не само на пустошење градова које су узурпирали Арапи и по обичају обавезно повлачење како је до тада чинио. Он је отпочео своју инвазију на јесен 964. пошавши са војском од 40.000 људи. Почео је са распростирањем своје лакше пешадије по селима читаве Киликије и наредио им да пљачкају села како би осигурали општу атмосферу конфузије и осећаја неуспеха међу управним апаратом Ел Давле. Нићифор је потом марширао са главним делом својих снага, царском војском уз додатне снаге које су пристигле из тема Мале Азије, кроз арапску територију и почео да заузима главна утврђења и градове. Заузео је Адану, Аназарбус и око двадесет других утврђених градова. Затим је кренуо ка Мопсуестији. Тарсус и Мопсуестија била су два највећа утврђења која су остала једина неослобођена у овој области. Нићифор је убрзо схватио, након бомбардовања града, да би само продужена опсада успела да примора Мопсуестију да се преда. Убрзо, због долазка зиме, Нићифор се повукао у свој регионални главни град у Цезареју, где је провео зимски период припремајући се за поход који је планирао да спроведе наредне године, који је укључивао и опсаду Мопсуестја и Тарсуса.
У пролеће 965. године, Нићифор је поново сакупио своје снаге и пошао у Киликију. Међутим, овог пута, Нићифор је предводио војску право на Тарсус. Тамо је наишао на гарнизон који се налазио изван градских зидина и заузео га. Овом приликом му је пошло за руком да до ногу потуче непријатељске снаге и да их као заробљенике спроведе назад у град. Затим је блокирао град, и извршио упад у околна насеља да би касније напустио Мопсуестију, остављајући град опкољен, блокиран, окружен разарањем и пустошењем. Почео је затим опсаду Мопсуестје, бомбардујући град помоћу стрелаца и опсадних справа. Затим је користио стратегију сличну оној која је била коришћена у Опсади Чандакса четири године раније. Он је наложио својим инжењерима да ископају тунеле испод градских утврђења док су Арапи раздвојени да би тако срушили најслабији део зида. Ово је успело, и убрзо су Византијци почели да се сливају у град из правца уништеног дела зида. Град је тада опљачкан и разрушен, док је Нићифор раселио све његове становнике. Затим се вратио у Тарсус где је Арапско становништво након вести о уништењу Мопсуестије, прихватило услове које су пред њих поставили Грци. Град су пристали да предају Нићифору у замену за сигуран пролазак избеглица које су желеле да оду у Сирију, што им је он и одобрио. Заузимањем ова два града, Киликија је поново дошла под власт Византије, а Нићифор се вратио у Константинопољ.
Међутим, овога пута на Криту дошло је до устанка који је подигао византијски војсковођа Никита Халкутца који је извршио државни удар. Природа и околности овог државног удара сумњиви су због недостатка у погледу извора, али је сасвим јасно да власти Абасида нису имале планове везане за њега јер је државни удар био изузетно успешан. Острво је враћено Византијцима и поново укључено у Тематски систем.

## Последице
Након гушења неких грађанских немира у пролеће 966. године, Нићифор се поново појавио на истоку. Стратегија Нићифора није била традиционално византијског порекла, већ је комбиновао тактику коју су Арапи користили са сопственом стратегијом. У великој мери је избегавао отворену конфронтацију и користио методе као што су, пљачкање, упади и заузимање градова где је год то могао. Он је марширао источно са својом војском из Цариграда, придружио се својим новим снагама док је пролазио кроз византијску Киликију и напредовао у Сирију. Нићифор је убрзо предводио своју војску у Антиохију, где је подигао лаку опсаду и почео да напада околину.
У јесен 967. године, Нићифор је заузео многе утврђења у јужној Сирији и на крају успео да дође Триполија. Желео је да се тамо састане са својом морнарицом, али ветрови и плима нису омогућили такав развој ситуације и због тога није могао да опседне град, па је уместо тога кренуо на север до тврђаве Арка, коју је убрзо заузео и опљачкао. То се овога пута десило 967. када је ел-Давла умро. Његов наследник, Са'д ел-Давла, био је слаб и неефикасан владар, а када се попео на престо, територија Хамданида постала је само бојно поље на којем су Византијци и Фатимиди могли да решавају своје спорове. Нићифор није престао са пљачкањем Сирије све до пролећа 969. године када се вратио у Константинопољ. Међутим, он је оставио велики гарнизон у тврђави коју је градио изван Антиохије, како би одржао опсаду. Око годину дана касније, византијске снаге су се повукле у Антиохију и коначно учврстиле византијску контролу над регионом.
После губитка Киликије и Антиохије, држава Хамданида је почела да пропада. Низ побуна је распарчао и на крају срушио моћ династије, а држава је једва потрајала до краја века пре него што је сведена у статус вазала и касније распуштена од стране египатске Фатимидске династије, која је започела своју доминацију над Левантом и Блиским истоком у наредним вековима. Византија ће, с друге стране, наставити да се шири под наследницима цара Нићифора, Јованом I Цимискијем и Василијем II. Заправо, Византијанци ће скоро цео један век од освајања Киликије и Антиохије бити у експанзији, која ће коначно бити прекинута од стране Селџука у бици код Манцикерта 1071. године.